# یواس‌اس کاترین (اس‌پی-۷۱۵)
یواس‌اس کاترین (اس‌پی-۷۱۵) (به انگلیسی: USS Katherine (SP-715)) یک کشتی بود که طول آن ۳۵ فوت (۱۱ متر) بود. این کشتی در سال ۱۹۰۷ ساخته شد.